# Saint-Jeannet, Alpes-Maritimes
Saint-Jeannet är en kommun i departementet Alpes-Maritimes i regionen Provence-Alpes-Côte d'Azur i sydöstra Frankrike. Kommunen ligger  i kantonen Vence som ligger i arrondissementet Grasse. År 2022 hade Saint-Jeannet 4 378 invånare.

## Befolkningsutveckling
Antalet invånare i kommunen Saint-Jeannet
Referens: INSEE